# Saut-de-mouton de Hitchin
Le saut de mouton de Hitchin est un aménagement ferroviaire d'importance régionale sur la ligne principale Londres-Édimbourg au nord de la ville de Hitchin. Les pont et raccordement en remblai à voie électrifiée unique permettent aux trains vers Cambridge de franchir les quatre voies de cette ligne à circulation importante. L'ouvrage accroît la sûreté et la capacité d'un embranchement jusque-là gêné par les mouvements à niveau.
Le chantier fut lancé en 2012 et les premiers services empruntent la nouvelle voie depuis son achèvement en été 2013, avec une utilisation plus importante dès la mise à jour de l'horaire en décembre 2013.